# Santamera
Santamera es una localidad española englobada en el municipio de Riofrío del Llano, perteneciente a la provincia de Guadalajara, en la comunidad autónoma de Castilla-La Mancha.

## Geografía
Se halla en lo más profundo del cañón del río Salado, al inicio del embalse del Atance, entre altas paredes de caliza.

## Historia
A mediados del siglo XIX, el lugar, por entonces con ayuntamiento propio, contaba con una población censada de 80 habitantes. La localidad aparece descrita en el decimotercer volumen del Diccionario geográfico-estadístico-histórico de España y sus posesiones de Ultramar de Pascual Madoz de la siguiente manera:

SANTAMERA: l. con ayunt. en la prov. de Guadalajara (11 leg.), part. jud. de Atienza (2), aud. terr. de Madrid (21), c. g. de Castilla la Nueva, dióc. de Sigüenza (2). sit. en llano, y combatido principalmente de los vientos N. y O.; su clima es sano, y las enfermedades mas comunes fiebres catarrales. Tiene 18 casas, la consistorial, que sirve de cárcel; escuela de instruccion primaria, frecuentada por 10 alumnos, dotada con 15 fan. de trigo; una igl. parr. servida por un cura y un sacristan. térm.: confina con los de Solanillos, Valdelcubo, Carabias y La Rodera: dentro de él se encuentran una fuente de buenas aguas y una ermita cerrada y sin uso alguno: el terreno, bañado por un pequeño r., es de mediana calidad: comprende dos montes, el uno medianamente poblado. caminos: los locales y los que dirigen á Sigüenza y á la cab. del part., en la que se recibe y despacha el correo. prod.: trigo, centeno, cebada, algunas legumbres, leñas de combustible y yerbas de pasto, con las que se mantiene ganado lanar, cabrio y vacuno; hay caza de liebres, conejos y perdices, y pesca de barbos. ind.: la agrícola y un molino harinero. pobl.: 23 vec., 80 almas. cap. prod.: 830,000 rs. imp.: 33,200. contr.: 2,448.
(Madoz, 1849, p. 762)